# Tsåkulakjaureh
Tsåkulakjaureh är varandra näraliggande sjöar i Gällivare kommun i Lappland som ingår i Kalixälvens huvudavrinningsområde.
- Tsåkulakjaureh (Gällivare socken, Lappland, 748512-169406), sjö i Gällivare kommun, 67°24′12″N 20°19′21″Ö / 67.4033°N 20.3224°Ö (34,8 ha)
- Tsåkulakjaureh (Gällivare socken, Lappland, 748713-169398), sjö i Gällivare kommun, 67°24′50″N 20°19′22″Ö / 67.4138°N 20.3228°Ö (29 ha)